# Хотероаса
Хотероаса (рум. Hotăroasa) — село у повіті Горж в Румунії. Входить до складу комуни Урдарі.
Село розташоване на відстані 226 км на захід від Бухареста, 23 км на південь від Тиргу-Жіу, 69 км на північний захід від Крайови.

## Населення
За даними перепису населення 2002 року у селі проживали 624 особи, усі — румуни. Усі жителі села рідною мовою назвали румунську.